# Onthophagus rasidorsis
Onthophagus rasidorsis là một loài bọ cánh cứng trong họ Bọ hung (Scarabaeidae).